# Lysithea (Mythologie)
Lysithea (altgriechisch Λυσιθέα Lysithéa) oder Lysithoe (Λυσιθόη Lysithóē) ist in der griechischen Mythologie die Tochter des Okeanos und eine Geliebte des Zeus.
Als Lysithea von Zeus schwanger wurde, wollte sie ihre Schwangerschaft vor ihm geheim halten. Sie bat daher eine Pflanze, ein Tier und einen Stein, ihr zu helfen. Pflanze und Tier verweigerten ihr die Hilfe, der Stein aber schloss sie ein, bis sie entband. In dieser Zeit weinte Lysithea Tränen über ihr Los, die sie dem Stein dann schenkte und die zu Entstehung des Bergkristall führten.
Manche Autoren geben Lysithea als anderen Namen für Semele an, die ebenfalls als Mutter von Dionysos genannt wird. Sie wurde später in den Olymp aufgenommen, wo sie unter dem Namen Thyone unter den Göttern lebt.
Historische Quellen zu Lysithea sind der römische Politiker und Schriftsteller Marcus Tullius Cicero (106–43 v. Chr.) und der byzantinische Beamte und Schriftsteller Johannes Lydos (ca. 490–565). Cicero erwähnt Lysithoe in seinem Werk „Über das Wesen der Götter“ (De natura deorum) als Mutter des Herakles, womit sie auch die Geliebte des Zeus ist. Die genaue Originalschreibweise des gesamten Namens ist jedoch nicht erhalten geblieben und in späteren Abschriften wurde der Wortstamm von Lysith von Friedrich Creuzer zu Lysithoe ergänzt. Bei Johannes Lydos finden sich in seinem Werk „Über die Monate“ (De mensibus) auch genealogische Anmerkungen zu Figuren der griechischen Mythologie. In Kapitel IV werden dort sieben verschiedene Abstammungen für Herakles angegeben, eine von diesen nennt Zeus und Lysithoe, Tochter des Okeanos, als Eltern. Im Kapitel VII wird dann Dionysos als Sohn von Zeus und Lysithea bezeichnet. Ob man Lysithoe und Lysithea eventuell gleichsetzen kann oder prinzipiell als verschiedene Figuren betrachten muss, ist umstritten.
Im Jahr 1975 wurde der 1938 von Seth Barnes Nicholson entdeckte Jupiter-Mond Lysithea (der anfangs als Jupiter X bezeichnet wurde) nach ihr benannt.